# 서진중학교
서진중학교(西眞中學校)는 대구광역시 서구 평리동에 있었던 공립 중학교이다.

## 학교 연혁
- 1982년 2월 16일 : 서부여자중학교 설립 인가(30학급)
- 1983년 3월 1일 : 개교, 초대 박계담 교장 취임
- 1983년 3월 4일 : 1983학년도 입학식(10학급 615명)
- 1986년 2월 12일 : 제1회 졸업 (635명)
- 2003년 3월 1일 : 남녀공학 전환 및 서진중학교로 교명 변경
- 2017년 2월 9일 : 제32회 졸업식(77명, 졸업생 누계 13,235명)
- 2017년 3월 2일 : 제35회 입학식(42명)
- 2017년 9월 1일 : 제14대 우병영 교장 취임
- 2018년 2월 28일 : 대구서부중학교와 서대구중학교로 통폐합[1], 35년만에 폐업

## 참고 자료
- 서진중학교 - 한국교육학술정보원 학교알리미